# Togianbrilvogel
De togianbrilvogel (Zosterops somadikartai) is een zangvogel uit de familie Zosteropidae (brilvogels). Het is een endemische vogelsoort uit Indonesië. De vogel werd voor het eerst in 1997 ontdekt op de Togian-eilanden door Indonesische onderzoekers en in 2008 formeel beschreven.

## Verspreiding en leefgebied
De togianbrilvogel komt alleen voor op de Togian-eilanden. De vogel is waargenomen in de buurt van mangrove, kokospalmplantages, tuinen, struikgewas en uitgekapt bos in laagland tot 100 m boven de zeespiegel.

## Status
De grootte van de populatie van de togianbrilvogel is niet gekwantificeerd omdat nog weinig bekend is over deze sinds de jaren 1990 ontdekte vogel. Omdat op deze eilanden bos wordt omgezet in landbouwgebied en ruimte voor menselijke bewoning (overexploitatie van natuurlijke hulpbronnen) krimpt het leefgebied van deze brilvogel. Daarom staat de vogel als gevoelig (voor uitsterven) op de Rode Lijst van de IUCN.